# 馬蹄糕

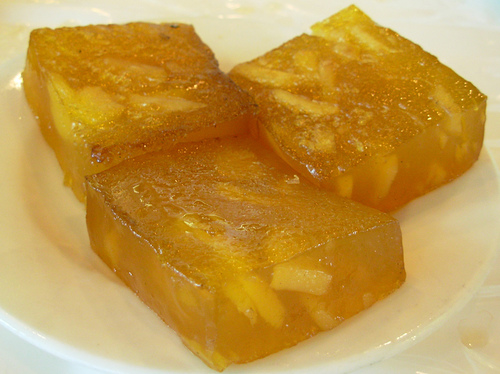
廣東馬蹄糕

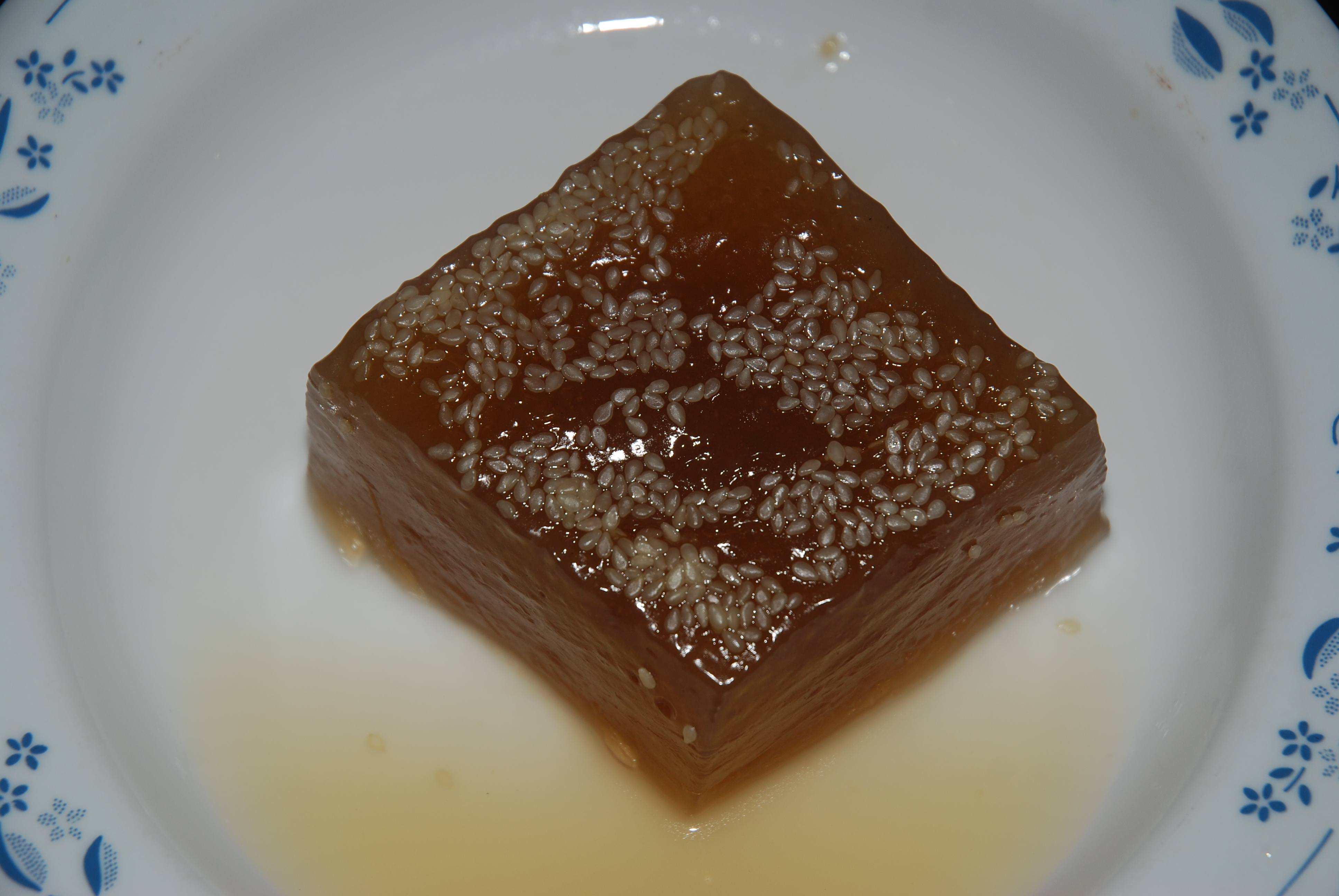
福州馬蹄糕

馬蹄糕是以馬蹄粉（即荸薺磨成的粉）製成的糕點，香港流行的傳統中式糕點。材料包括馬蹄、冰糖、玉米粉和水。馬蹄糕一般都是晶瑩剔透的金黃色糕塊，夾雜著白色的馬蹄粒。

## 食法
馬蹄糕宜凍食，或將雪凍的馬蹄糕下煎鑊煎至金黃熱食。

## 賀年糕點
馬蹄糕與蘿蔔糕、芋頭糕同為中國廣東春節期間不可缺少的賀年糕點，當中的馬蹄糕在香港有著「馬到功成、步步高陞」的喻意。